# Zkušební a cvičný objekt CE
Zkušební a cvičný objekt CE „Jordán“, lidově zvaný „Benešák“, je pěchotní srub československého opevnění, který se nachází v Brdech na cílové dopadové ploše Jordán, na severním svahu kopce Houpák v nadmořské výšce 760 metrů. Objektem prochází katastrální hranice obcí Obecnice v okrese Příbram a Malá Víska v okrese Beroun. Do konce roku 2015 se nacházel uvnitř vojenského újezdu Brdy v okrese Příbram, který byl k 1. lednu 2016 zrušen.
Pěchotní srub byl postaven v roce 1936 za účelem zkoušek vybavení a výzbroje těžkého opevnění. V srpnu 2012 prohlásilo Ministerstvo kultury ČR objekt CE „Jordán“ za kulturní památku. Od roku 2017 je srub ve správě Vojenského historického ústavu Praha.

## Okolnosti stavby a popis objektu

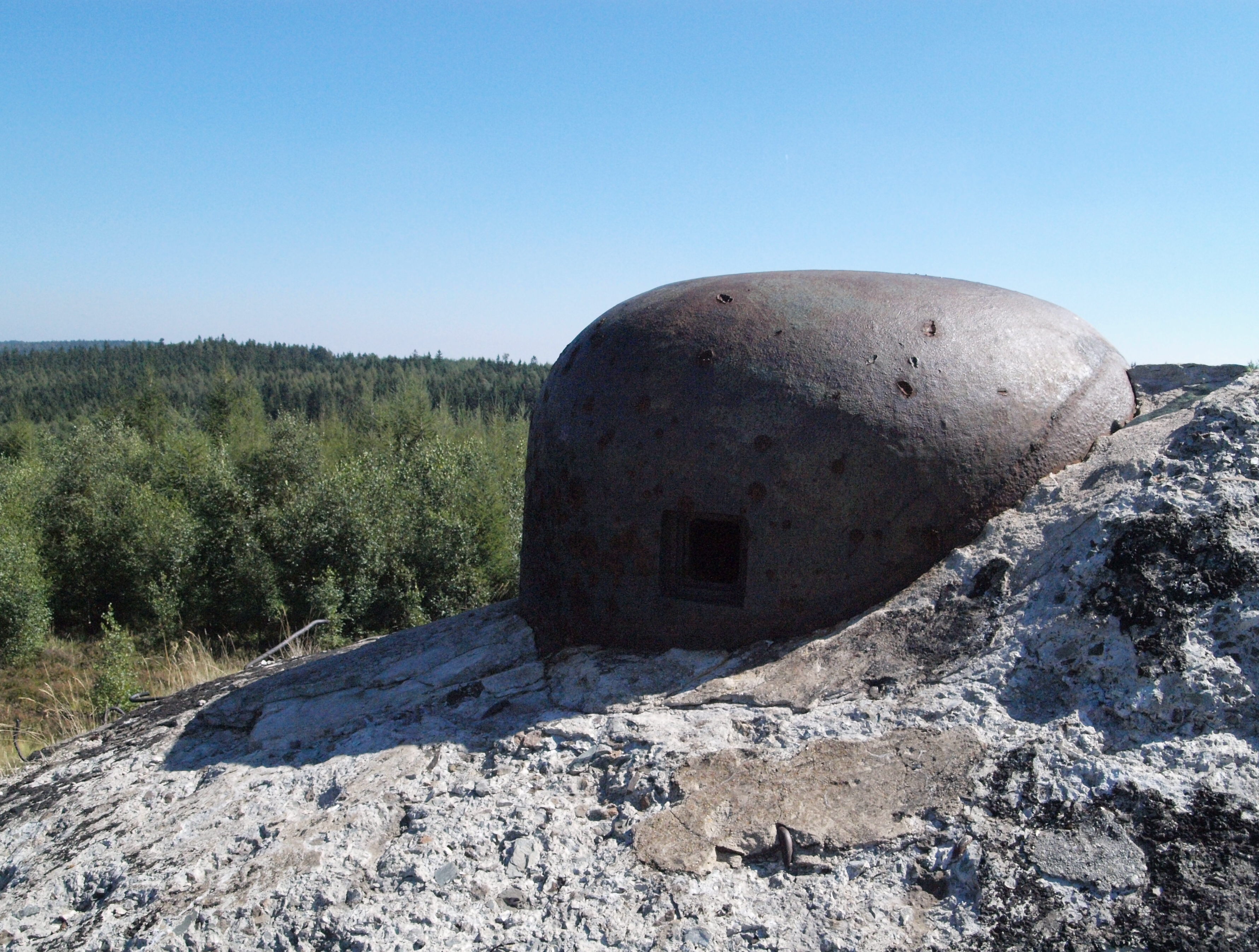
Pancéřový zvon na objektu

Stavba objektu byla na základě výběrového řízení svěřena pražské firmě Litická a.s., která provedla hrubou stavbu objektu od 14. dubna do 27. května 1936 za částku 884 000 Kč. Jedná se o jednostranný srub, tj. určený pro palbu hlavních zbraní jedním směrem. Svým stavebním řešením se objekt CE podobá některým objektům, které byly později postaveny na severní hranici Čech – jedná se např. o sruby T-S 55 a T-S 60 v blízkosti Trutnova. Ostatně samo označení CE bylo krycím označením pro pěchotní sruby, stavěné v rámci těžkého opevnění. Objekt CE byl postaven ve II. stupni odolnosti – jeho strop tak dosahuje tloušťky 200 cm a čelní stěna, krytá násypem z kamenů a zeminy, má tloušťku 225 cm. Srub je jen částečně dvoupodlažní, což je jediná odlišnost oproti běžným pěchotním srubům, které měly shodnou rozlohu horního i spodního podlaží. V horním (přízemním) podlaží objektu CE je umístěna místnost strojovny a filtrovny, dále stanoviště velitele a místnost pro telefonistu. Ve velké střelecké místnosti byly umístěny hlavní zbraně – dvojče kulometů a protitankový kanon. Chodba v horním podlaží vedla dále do krycího křídla, kde byly u čelní stěny umístěny nádrže na vodu, toalety a vstup do pancéřového zvonu. Ve spodním podlaží se nacházely ubikace posádky (celkem 22 mužů), místnost zemní telegrafie, sklad proviantu a jímka odpadních vod.

## Využití objektu

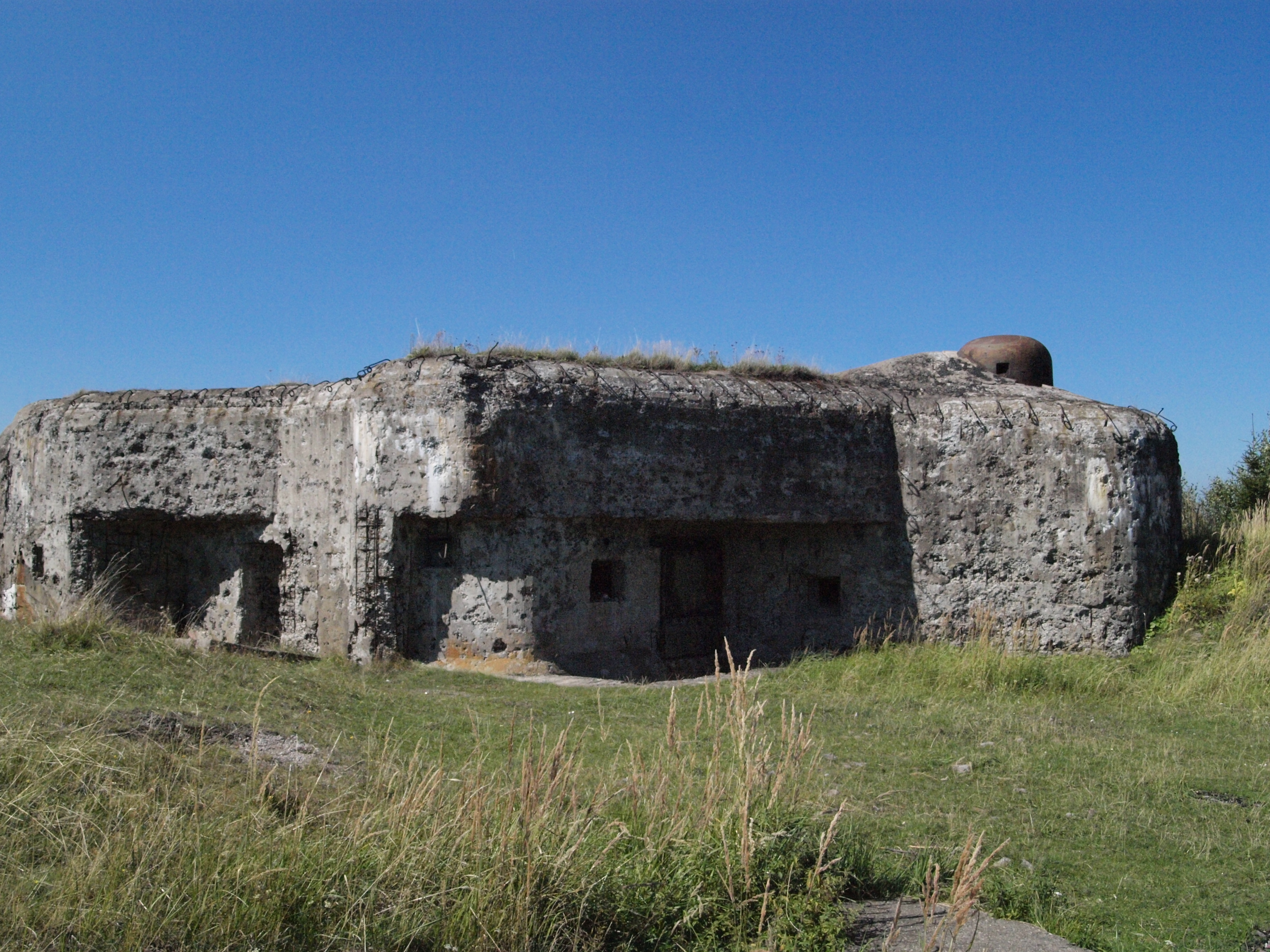
Pěchotní srub CE „Jordán“

Od podzimu roku 1936 probíhaly v objektu zkoušky zbraní vyvíjených či upravovaných pro účely těžkého opevnění. Jednalo se o zbraň L1 (4cm protitankový kanon vz. 36 spřažený s těžkým kulometem vz. 37), dále těžké kulomety vz. 35 a 37 a také lehké kulomety vz. 26. S tím souvisely i zkoušky zvláštních lafetací a dalšího příslušenství pro výše zmíněné zbraně. Zkoušky vnitřního vybavení se týkaly zejména zkoušek vzduchotechniky, osvětlení, agregátu, silnostěnných dveří a také spojovacích prostředků. Objekt CE byl využit i k nácviku běžných činností posádky včetně spolupráce při vedení palby. Získané poznatky byly od února 1937 využity pro výcvik hraničářských pluků, které obsazovaly linie těžkého opevnění. Dále byl objekt podroben zkušebnímu ostřelování, a to v podstatě všemi druhy zbraní, pěchotními i dělostřeleckými až po moždíř ráže 30,5 cm. Po válce byla část poškození srubu opravena. Srub pak byl využit ke zkouškám nového vybavení a výzbroje pro objekty těžkého opevnění u Bratislavy a na jihu Moravy, které armáda využívala. Zkoušky se týkaly nových agregátů, protichemických filtrů nebo kanónu PvK vz. 44/59 ráže 85 mm, který byl vyvinut z kanonu tanku T-34/85. Kvůli novému kanonu byla původní kanónová střílna odstraněna a nahrazena zcela odlišnou střílnou. Ve třicátých letech byly v okolí objektu zkoušeny i protitankové a protipěchotní překážky, jejichž zbytky se na místě nachází dodnes.

## Objekt v kultuře
Objekt CE se objevil nejméně ve dvou filmech, a to ve snímku Piloti (1988) a ve filmu Obecná škola (1991). V obou snímcích představoval obecnou „pevnost v pohraničí“. V blízkosti srubu „Jordán“ natáčel večerníčky o medvíďatech režisér Václav Chaloupek. V 90. letech 20. století byl srub využit i při akcích klubů vojenské historie, které zde předváděly např. boje na Ostravsku v roce 1945.

## Související objekty v Brdech
Objekt CE není jedinou stavbou, která byla na Brdech postavena ke zkouškám souvisejícím s opevněním. Cílová plocha Brda posloužila již v listopadu 1935 ke zkouškám odolnosti železobetonu – tehdy byly ostřelovány železobetonové desky moždíři ráže 21 a 30,5 cm. V následujícím roce byly v souvislosti se zahájením výstavby lehkého opevnění vz. 1936 na kulometné střelnici u Strašic, za účelem výcviku osádek, zkoušek vybavení a odolnosti tohoto typu opevnění, postaveny na cílové ploše Jordán dva objekty tohoto typu. V roce 1937 byly na cílové ploše Jordán postaveny dva objekty pokročilejšího typu lehkého opevnění vz. 37, tzv. řopíky.